# Lista de regiões portuguesas por número de freguesias
Esta é uma lista demostrando o número de freguesias de cada uma das sete regiões portuguesas, ordenadas por região. Os dados baseiam-se nas estatísticas oficiais do Instituto Nacional de Estatística.
| Posição | Região                       | Número de Freguesias (2022) | Participação (Freguesias total) |
| ------- | ---------------------------- | --------------------------- | ------------------------------- |
| 1       | Região do Norte              | 1 426                       | 46,1 %                          |
| 2       | Região do Centro             | 972                         | 31,4 %                          |
| 3       | Região do Alentejo           | 299                         | 9,7 %                           |
| 4       | Região dos Açores            | 156                         | 5,1 %                           |
| 5       | Área Metropolitana de Lisboa | 118                         | 3,8 %                           |
| 6       | Região do Algarve            | 67                          | 2,2 %                           |
| 7       | Região da Madeira            | 54                          | 1,7 %                           |
|         | Portugal                     | 3 092                       | 100 %                           |